# 熱萊茲尼布羅德
熱萊茲尼布羅德是捷克的城鎮，位於該國北部伊澤拉河畔，距離亞布洛內茨11公里，由利貝雷茨州負責管轄，面22.51平方公里，海拔高度305米，2006年人口6,492。

## 外部連結
- Municipal website （页面存档备份，存于）